# Stephen Parez
Stephen Parez, född 1 augusti 1994, är en fransk rugbyspelare. Han ingick i det franska lag som tog guld i sjumannarugby vid OS 2024 i Paris.